# Junghuhnia africana
Junghuhnia africana är en svampart som beskrevs av Ipulet & Ryvarden 2005. Junghuhnia africana ingår i släktet Junghuhnia och familjen Meruliaceae.   Inga underarter finns listade i Catalogue of Life.